# غدیر جبلی
 غدیر جبلی  روستای کوچکی از توابع بخش شیبکوه شهرستان بندر لنگه در استان هرمزگان واقع در جنوب ایران. 
این روستا در ۳ کیلومتری جنوب غدیر صابری واقع شده‌است. این روستا در میان دوکوه قرار دارد. 

## محدوده غدیر جبلی
از شمال غدیر صابری، از جنوب گرزه، از مغرب گزدان، و از سمت مشرق به البهامنه   محدود می‌گردد.

## جمعیت
جمعیت آن در حدود ۴۰۰ نفر می‌باشند که تماماً از اهل سنت از شاخه شافعی هستند یعنی از پیروان امام محمد ادریس شافعی هستند و بزبان فارسی به لهجه محلی تکلم می‌کنند.دارای سه مسجد، برق، لوله‌کشی آب، آب‌انبار (برکه)، خانه بهداشت ومخابرات و دبستان می‌باشد.

## شغل مردم روستا
شغل مردم این روستا ماهی‌گیری وزراعت است، چاه‌هایش کم عمق و آبش بسیار شیرین است و در زمین‌های آن کشت جو و گندم، خیار، خربزه، هندوانه، پیاز، و غیره از سبزیجات صیفی و شتوی می‌کارند.